# بیمارستان امام خمینی (کرمانشاه)
بیمارستان امام خمینی بیمارستانی در شهر کرمانشاه در خیابان جمهوری اسلامی است. این بیمارستان در سال ۱۳۵۰ با عنوان مرکز سرطان‌شناسی تأسیس شد. 
مرکز آموزشی درمانی امام خمینی یک بیمارستان ۲۲۰ تخت خوابه با ۲۰۰ تخت فعال است. مساحت کل این مرکز درمانی ۲۷۰۰ متر مربع، و مساحت زیر بنای آن ۱۲۰۰ متر مربع است.
این مرکز خدمات درمانی در عرصه‌های مختلف پزشکی از جمله: چشم، گوش، حلق و بینی، عفونت، داخلی، جراحی، جراحی ترمیمی فک و صورت به شکل تخصصی به بیماران خدمات درمانی ارائه می‌دهد. این بیمارستان همچنین یکی از مراکز اورژانس مسمومیت و سوختگی در شهرستان کرمانشاه و استان کرمانشاه است.
این مجموعه همچنین مجهز به واحدهای پیراپزشکی نظیر: فیزیوتراپی، سنجش شنوایی، سنجش بینایی و واحدهای پارا کلینیک چون: آزمایشگاه، سونوگرافی، سی‌تی اسکن، رادیولوژی، داروخانه، اتاق عمل و CSR می‌باشد.